# ドクター・ドリトル ザ・ファイナル
『ドクター・ドリトル ザ・ファイナル』（Dr.Dolittle: Million Dollar Mutts）は、2009年にビデオ映画として発売されたアメリカ合衆国の映画作品。
1998年公開の劇場映画『ドクター・ドリトル』から始まるシリーズの第5弾で、本作がシリーズ完結編となる。日本では2010年にDVDが発売された。

## あらすじ
父・ジョンと同じ動物と自由に会話する能力を持ったマヤ・ドリトルは獣医師の道を志し、大学に入学する。しかし、獣医学部を卒業して獣医師になるまでに7年もかかると知り、1日でも早く世界中で困っている動物たちの力になりたいと焦り始める。そんな折、ハリウッド女優・ティファニーの愛犬が診療所へ連れて来られたのを契機にテレビ局のプロデューサー・リックがマヤの能力に目を付け「俺と組めばすぐにでも世界中の動物たちの力になれる」とマヤを説得して番組に出演させる。しかし、リックにとってマヤの動物と会話する能力は視聴率を稼ぐ為の材料でしかなかった。番組の人気が上昇するにつれてリックの視聴率至上主義に違和感を抱いたマヤは、番組に出演する動物たちと共にリックを出し抜くプランを練り始める。

## キャスト
| 役名                 | 俳優                           | 吹き替え | 吹き替え |
| 役名                 | 俳優                           | DVD版    |          |
| -------------------- | ------------------------------ | -------- | -------- |
| マヤ・ドリトル       | カイラ・プラット               | 小島幸子 |          |
| リック・ビヴァリー   | ジェイソン・ブライデン         | 木下浩之 |          |
| ティファニー・モナコ | テガン・モス                   | 川庄美雪 |          |
| ブランドン・ターナー | ブランドン・ジェイ・マクラレン | 竹田雅則 |          |
| サル、スカンク（声） | フィル・プロクター             |          |          |